# 다리구

다리 구의 위치

다리구(중국어: 大里區, 병음: Dàlǐ Qū)는 중화민국 타이중시의 시할구이다. 넓이는 28.8758km2이고, 인구는 2015년 8월 기준으로 207,670명이다.

## 역사
다리의 옛 이름은 대리익(大里杙)이다. 한족 이주 전에는 홍아평포족의 활동 지역이었다. 옹정 건륭 연간에, 원주민은 청조에 귀순했고, 그 후 대량의 이민이 대륙에서 유입해 대두계, 대리계를 따라 상류 방향으로 개발이 진행되었다. 다리는 교통편이 좋았기 때문에 이른 시기에 개발이 진행되어, 타이중 분지에서 가장 경제적 번영을 보인 지역이었다.
대리익의 개발 초기에는 원주민의 입식자 공격이 잇따라, 입식자들은 토루를 만들어 선주민의 공격에 대비한 것에서 번자료(番仔寮), 도성(塗城) 등의 지명도 생겨났다. 당초의 입식자는 복건 장주 출신자의 임(林)씨가 가장 많다. 청에 대해 반란을 일으킨 임상문도 그 중 한 사람으로, 향민의 불만이 고조되는 것을 보고 천지회를 조직, 결국은 실패로 끝났지만 반청활동을 전개하였다. 그 사건 후 임상문 일가는 무봉(霧峰)으로 이주했고, 오늘날 유명한 무봉임가화원(霧峰林家花園)이 되었지만, 그 뿌리는 다리에서 출발하고 있다.
다리의 지명의 유래는 원래 원주민어의 음역이다. 익(杙)은 '뗏목'를 나타내고 있다. 대리계는 급류이고 장화 현 루강 진 및 난터우 현과의 교통은 모두 뗏목에 의한 수운에 의존하고 있던 것에서 명명되었다. 당시 한족은 작은 배를 이용한 교역을 행하였고 점차 강변을 따라 취락이 형성되어, 이것을 도선두(渡船頭)라고 부르게 되었다.
'일부, 이록, 삼맹갑, 사죽참, 오제라, 육대리익(一府、二鹿、三艋舺、四竹塹、五諸羅、六大里杙)'이라는 말이 나타내는 것처럼 대만을 대표하던 대리익이었지만, 일본 통치 시대가 되면서 杙자가 탈락해 오사토(大里)라고 부르게 되어, 현재에 이르고 있다.
2010년 12월 25일, 타이중 현이 타이중시에 병합되면서, 현할시였던 다리시(大里市)도 다리 구로 변경되었다.

## 교통
- 국도 3호선